# ホーネッツ・レディース
ホーネッツ・レディースは、NPO法人・北海道ベースボールクラブが運営する女子硬式野球クラブチームである。

## 概要
2005年に発足。一般社団法人・全日本女子野球連盟に加盟し、全日本女子硬式野球選手権大会や全日本女子硬式クラブ野球選手権大会に出場している。
女子野球ワールドカップに出場する女子野球日本代表チームや女子プロ野球球団に選手を輩出している。
運営母体の同NPO法人・北海道ベースボールクラブの男子社会人硬式野球クラブチームの札幌ホーネッツも運営している。